# Archie (historieta)
Archie es una serie de historietas estadounidense aún en curso que narra las aventuras de un grupo de adolescentes entre los que destaca su protagonista titular: Archie Andrews. Los personajes fueron creados por el publicista y editor John L. Goldwater, el guionista Vic Bloom y el dibujante Bob Montana. Todos los personajes estaban inspirados en personas reales. El personaje apareció por primera vez en Pep Comics #22 (portada con fecha de diciembre de 1941). Archie demostró ser lo suficientemente popular como para justificar su propia serie de cómics homónima, que comenzó a publicarse en el invierno de 1942 y se extendió hasta junio de 2015. Una segunda serie comenzó a publicarse en julio de 2015, presentando un reboot del universo Archie con un nuevo diseño estético de personajes y un formato de historia y scripting más maduro, dirigido a lectores adolescentes y adultos jóvenes de más edad y contemporáneos. El formato del cómic impreso es diferente de las publicaciones anteriores.
Dada la popularidad de los personajes, Archie es también un protocolo de búsqueda de sitios FTP anónimos. Veronica es también un protocolo de búsquedas gopher.

## Trayectoria editorial
La primera aparición de Archie fue en el cómic Pep Comics #22, el día 22 de diciembre de 1941, con dibujos de Montana y textos de Vic Bloom. Con la creación de Archie, el editor John L. Goldwater esperaba dirigirse a los fanes de las películas de Andy Hardy protagonizadas por Mickey Rooney.
Archie Comics es también el producto de mayor difusión de la empresa, cuyo primer ejemplar individual apareció en el invierno de 1942. En el número 70, el título fue acortado a simplemente Archie, y en los créditos interiores desde el número 102.
En Hispanoamérica fue distribuido en las décadas 1960, 1970 y 1980 con gran éxito por Editorial Novaro (México), con el nombre de "Archi". Desde los años 90, son editados por Editorial Vid.

## Argumento

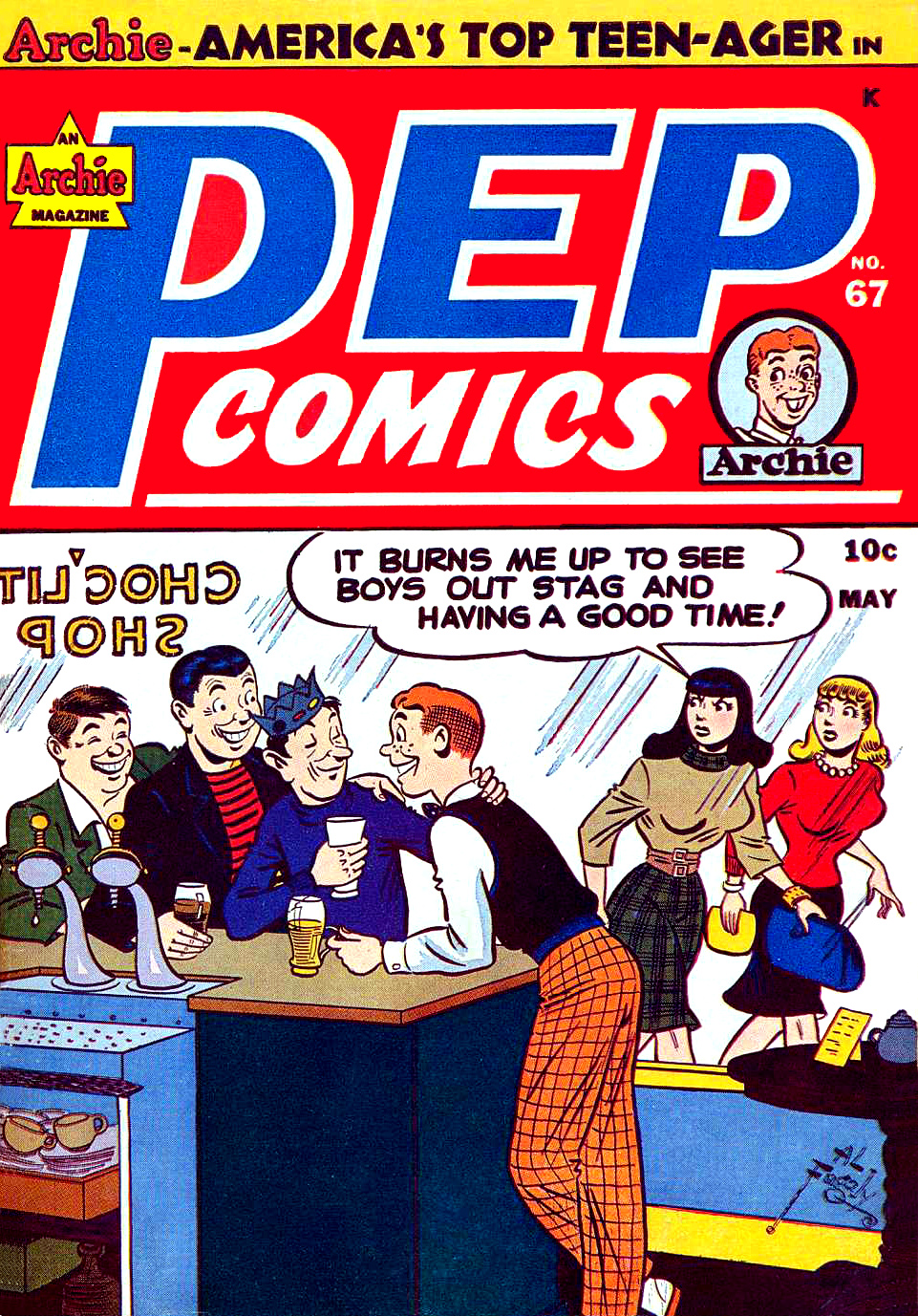
Torombolo, Archie, Veronica y Betty. - ¡Me pone negra ver a los muchachos salir por su cuenta y pasárselo bien!

Las aventuras de Archie y sus amigos se centran en el triángulo amoroso Veronica-Archie-Betty y las situaciones que pudiera vivir cualquier adolescente estadounidense de mediados del siglo XX. En ocasiones sus aventuras son de corte fantástico e irreal. Archie y sus amigos han sido astronautas, marineros, bomberos y otros oficios. Han competido en carreras a campo-traviesa, experimentos científicos y competiciones de bandas musicales.

## Personajes principales
Archibald «Archie» Andrews
Archie es un adolescente pelirrojo y pecoso, el estereotipo típico del adolescente estadounidense de la época. Cursa la escuela secundaria. A pesar de su relativa torpeza es un galán entre las mujeres. Vive en la ciudad de Riverdale. Es el eterno «enamorado» de Veronica, y posee una voz inigualable, que acompaña con el compás de la guitarra, por lo cual también es el líder del grupo Los Archies (The Archies). Maneja un coche rojo (en ocasiones un Volkswagen Beetle rojo convertible o bien un Mustang 64 convertible). Tiene un gato en su casa y sus padres son dentistas. Hijo único, sus actividades son las normales de un chico de 16 años en secundaria.
Veronica «Ronnie» Lodge
Hija del magnate financiero Lodge. Veronica es caprichosa, una estudiante regular y amante de la moda. Aunque es muy coqueta y, a veces parece frívola, ha demostrado ser una buena amiga y ayudar desinteresadamente a sus amigos, especialmente a su mejor amiga Betty, aunque también es su principal rival en el amor de Archie. A Veronica le gusta sentirse amada y proclamada por los demás, en especial por Archie y Reggie, quienes están enamorados de ella; aunque a veces es dura con ambos, su corazón pertenece al chico pelirrojo. Tiene una gran habilidad para tocar el teclado, la cual aprovecha muy bien siendo parte del grupo Los Archies. No obstante, su defecto es que es una pésima cocinera.
Elizabeth «Betty» Cooper
Es la mejor amiga de Archie. Se conocen desde la infancia y son vecinos. Betty es rubia, una chica buena, de una nobleza enternecedora, y además excelente en los deportes, como estudiante, como cocinera, como costurera, como en mecánica de coches. Es la eterna enamorada de Archie y compite con Veronica (su mejor amiga) por su amor, pero desafortunadamente Archie tiende a despreciarla y preferir a Veronica u otras chicas. Betty toca la pandereta en el grupo Los Archies.
Forsythe Pendleton «Jughead» Jones III
También conocido como «Torombolo» Jones en México y Sudamérica. Su verdadero nombre es Forsythe, pero como nadie lo llama nunca así, no recuerda su verdadero nombre. Es el mejor amigo de Archie y su confidente. Tiene un perro bobtail llamado Hot Dog (Rito en algunas versiones de  Sudamérica) y es muy bueno para autoinvitarse a comer. Una de sus características más notables de Jughead es su sombrero gorro con diseño de corona, aunque su color y forma  varía ligeramente en diversas ediciones posteriores del cómic; además de su nariz ligeramente alargada. Jughead es representado como un chico flaco y desgarbado que se caracteriza por su adicción a la comida y un escaso interés por las chicas, por lo que es retratado como un tipo más bien asexuado en algunas historias. A pesar de su delgadez no hay plato que se le escape, especialmente si se trata de hamburguesas, pizzas o hot dogs. Es un estudiante promedio, más dado a la reprobación que a la aprobación, sin embargo se las arregla para sacar adelante sus estudios. A pesar de esto, se deja entrever que sus capacidades cognoscitivas son superiores a las de Dilton en algunos episodios. Domina la batería y se ocupa del redoble en el grupo Los Archies. 
Como una curiosidad, y para remarcar el mejor nivel intelectual de Torombolo, los dibujantes siempre lo ponían con los ojos cerrados, muestra de un aire de suficiencia.
Reginald «Reggie» Mantle III
Es el eterno rival de Archie. Fue renombrado como «Carlos» en algunas versiones realizadas para Sudamérica. Se considera a sí mismo como el ser más guapo y el más inteligente del mundo, un completo narcisista, ya que se considera s él mismo su mejor fan. Está enamorado de Veronica y le declara la guerra a Archie por su amor. A pesar de ser inmaduro, pedante y arrogante en muchas ocasiones, suele anteponer el interés general frente al propio. Toca el bajo en el grupo Los Archies.
Marmaduke «Moose» Mason
También llamado como «Gorilón» en algunas series de Sudamérica. Es el clásico chico bueno para el deporte, pero malo para los estudios. Se trata de un adolescente de gran tamaño y enorme fuerza y musculatura, pero poco cerebro. Siempre vive enfrentado con Reggie, ya que este pretende a su novia Migde y por este motivo lo golpea ocasionalmente.
Midge Klump
También llamada como «Magda» en algunas versiones relacionas para Sudamérica. Ella es amiga de Betty y Veronica y la novia de Moose. Migde y Moose se tienen mucha lealtad entre sí. Sin embargo, Moose es un novio muy celoso y sobreprotector y esto a veces hace que Migde se moleste. Debido al carácter de Moose son pocos los chicos que se le acercan. En ocasiones Reggie ha mostrado interés por Migde y esto ha provocado que le propine una paliza. En los cómics no se muestran muchos detalles de su personalidad, aunque se sabe que es animadora y buena en los deportes.
Dilton Donald Doiley
Dilton es el clásico joven genio nerd de la escuela a quien todos en Riverdale respetan. Solo obtiene notas sobresalientes y en el cuarto de su casa tiene un laboratorio de ciencias completo. Siempre salva a sus amigos gracias a sus conocimientos. Por extraña atracción de sus opuestos caracteres, Dilton es el amigo y confidente de Moose.

### Otros personajes
Miss Grundy
También llamada «Señorita Canuta» en algunas series de Sudamérica. Es la maestra del grupo de Archie y sus amigos. Es una señora delgada de mediana edad. Estricta en los estudios así mismo es consciente de la etapa de juventud de sus alumnos. Su reto es lograr que Jughead y Archie sean unos estudiantes destacados.
Mr. Weatherbee
También llamado «Señor Paz» en algunas series de Sudamérica. Es el director de la Preparatoria Riverdale. Se trata de un señor calvo y regordete quien se preocupa porque sus alumnos sean los mejores. Siempre está batallando con Archie por las bromas que hacen en la escuela. A pesar de esto no duda en apoyarse de Archie y sus amigos para lograr que las cosas funcionen correctamente en la preparatoria.
Sabrina Spellman
Es un personaje secundario que dadas sus características se hizo acreedor a su propia serie de cómics y televisión. Sabrina es una estudiante que vive en el cercano pueblo de Greendale. Es una chica de cabello rubio platinado que oculta un secreto a sus amigos: es una bruja. Ella vive en casa con sus dos tías (ambas brujas). A diferencia de ellas que visten trajes antiguos propios de las brujas arquetípicas, Sabrina utiliza las mismas ropas que utilizaría cualquier adolescente de su edad. Procura utilizar lo menos posible sus poderes (solo en caso de necesidad). Su prometido es un chico de cabello negro llamado Harvey Kinkle (también llamado Javier en algunas series de Sudamérica).
Ethel Muggs
También llamada «Ester» en algunas series de Sudamérica. En un principio ella era una chica cuyo diseño de personaje tenía dientes prominentes, una cara algo envejecida o demasiado adulta para alguien de su edad y además un cuerpo totalmente esquelético y carente de formas femeninas. Sin embargo, su aspecto recibió algunos cambios con el pasar de los años, dada la naturaleza insensible de los crueles chistes recurrentes relacionados con su apariencia, aunque conservando algunos detalles de su cara. Está enamorada de Jughead, pese a que a él parece que no le interesan mucho las chicas.
Chuck Clayton
También llamado «Raúl» en algunas series de Sudamérica. Amigo de Archie, junto con Nancy son los chicos de raza negra de Riverdale. Es jugador de Football Americano en Riverdale High.
Nancy Woods
Amiga del grupo y pareja de Chuck Clayton. Es porrista en el equipo de Football de Riverdale High y periodista en el diario escolar "The Blue and Gold".

## Otras multimedias

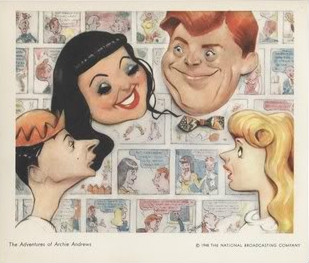
Torombolo, Veronica, Archie y Betty: promoción de un programa de radio de 1947 de la NBC: The Adventures of Archie Andrews (Las aventuras de Archie Andrews).

### Televisión

#### Archie y sus amigos
La serie debuta dentro de la CBS en otoño de 1968, con lo que se llamaría "The Archie’s Show", en la franja horaria del sábado por la mañana, que era cuando veían la televisión los niños. "Sugar, sugar" llega al número uno del Billboard en 1969. Después de ese hit, se lanzan otros como "Bang-Shang-A-Lang", "Jingle, Jangle" o "Who’s my baby" de no tan impactante repercusión, pero de igual influencia sobre la sociedad de la época y posteriores.

#### Los misterios de Archie
Los misterios de Archie es una serie animada de finales de la década de los 90, de aproximadamente 30 minutos de duración por capítulo.
La premisa de la serie gira en torno a un laboratorio de física de Riverdale High mal construido, haciendo de la ciudad de Riverdale un "imán" para monstruos.

##### Apariciones en otras series
En la serie sitcom Friends, de Warner Bros., en el capítulo 15 de la sexta temporada, Chandler Bing tiene que hacer una tira cómica de Archie.
En el episodio "Sideshow Bob Roberts" (#2F02) de Los Simpsons, varios personajes de Springfield conocen a los de Archie, incluyendo a Archie Andrews, Marmaduke Mason y Jughead Jones.
En la serie sitcom The Big Bang Theory, de Warner Bros., en el capítulo 11 de la cuarta temporada, el novio de Penny, Zack, acompaña a los chicos a comprar cómics, donde Zack se muestra emocionado por encontrar unos números de las historietas de Archie.
En la serie animada Phineas y Ferb hace aparición un grupo llamado "The Bettys", haciendo tanto referencia al cómics Archie como al grupo The Veronicas.
En el año 2012 se empezó a escribir un crossover llamado "Archie conoce a Glee" , presentando a los personajes de la serie Glee conviviendo con los personajes del cómic.
La serie de 2017 Riverdale producida por Warner Bros. Television y CBS Television Studios, se inspira en los cómics de Archie en un drama adolescente.

### Cine
En 1968 con la guía del Director Hal Sutherland se estrena la película "Archie" con una duración de 75 minutos y distribuida por SAV.
En los años 90, se estrenó una película llamada Archie: Regreso a Riverdale, que pasó con más pena que gloria, pues tenía el formato de personajes reales adultos. La historia trataba sobre una reunión de la preparatoria Riverdale, en la que la historia se ubica quince años después de que los personajes se graduaran, sobre un Archie adulto que está a punto de casarse con Veronica, pero luego se da cuenta de que su verdadero amor es Betty. En la película, Jughead aparece divorciado de un matrimonio que no funcionó, pero se queda con su hijo Jordan, y sigue con un trauma de la adolescencia por Ester. La película era un piloto para una futura serie de televisión, pero por la poca popularidad y las críticas que recibió, el proyecto fue cancelado.

### Música
La canción Sugar Sugar, escrita por Jeff Barry y Andy Kim, interpretada por la banda ficticia The Archies) llegó a posicionarse en 1969 en primer lugar de las listas de popularidad de Billboard Magazine Hot 100, y fue clasificada como la canción número uno del mismo año, la única vez en que la banda logró destacar en la edición anual. Es la primera banda virtual de rock, antecediendo a Gorillaz.
La banda uruguaya de pop-punk Riverdale toma su nombre de dicha ciudad y en referencia a los cómics de Archie.
El dúo australiano The Veronicas toma su nombre del personaje Veronica Lodge y en referencia al cómic Archie.

## Series relacionadas
Dado el éxito de Archie se produjo una serie alterna llamada El pequeño Archie, que mantenía el mismo formato de la serie original, excepto porque sus personajes eran todos niños. La serie se basa en las experiencias de Archie y sus amigos pero como estudiantes de la escuela primaria de Riverdale. Todos los personajes son los mismos. Como curiosidad podemos decir que tanto Mr. Weatherbee como Miss Grundy son iguales a la serie original, como si el tiempo se hubiera detenido en ellos.
También se ha producido otra serie llamada Riverdale, la cual se basa en el cómic, aunque los hechos suceden en la escuela secundaria.
Además de estas series, algunos otros personajes secundarios de la serie original tuvieron éxito y obtuvieron sus propias series. Podemos citar a Sabrina la bruja adolescente, Josie and the Pussycats ("Josie y las gatimelódicas" o "Josie y las gatitas" en la versión en español y mexicana respectivamente), y otros personajes más.

## Adaptación en la India
Dentro de poco, Netflix estrena una película basada en los cómics en la india con actores juveniles locales (muchos de ellos hijos o nietos de grandes estrellas de la industria de Bollywood). La película tiene por título "The Archies" y está dirigida por Zoya Akthar, el póster fue liberado con una fuerte influencia a la serie Riverdale.